# Route 470 (Terre-Neuve-et-Labrador)
Pour les articles homonymes, voir Route 470.
La route 470 est une route tertiaire de la province de Terre-Neuve-et-Labrador d'orientation ouest-est située dans le sud-ouest de l'île de Terre-Neuve, à l'est de Channel-Port aux Basques. Elle est une route faiblement à moyennement empruntée, reliant la Route Transcanadienne, la route 1, à Isle aux Morts et Burnt Islands. Elle suit la côte de l'océan Atlantique. Route alternative de la 1, elle est nommée Main Street, mesure 41 kilomètres, et est une route asphaltée sur l'entièreté de son tracé.

## Communautés traversées
- Isle aux Morts
- Rose Blanche